# Lampa wyładowcza

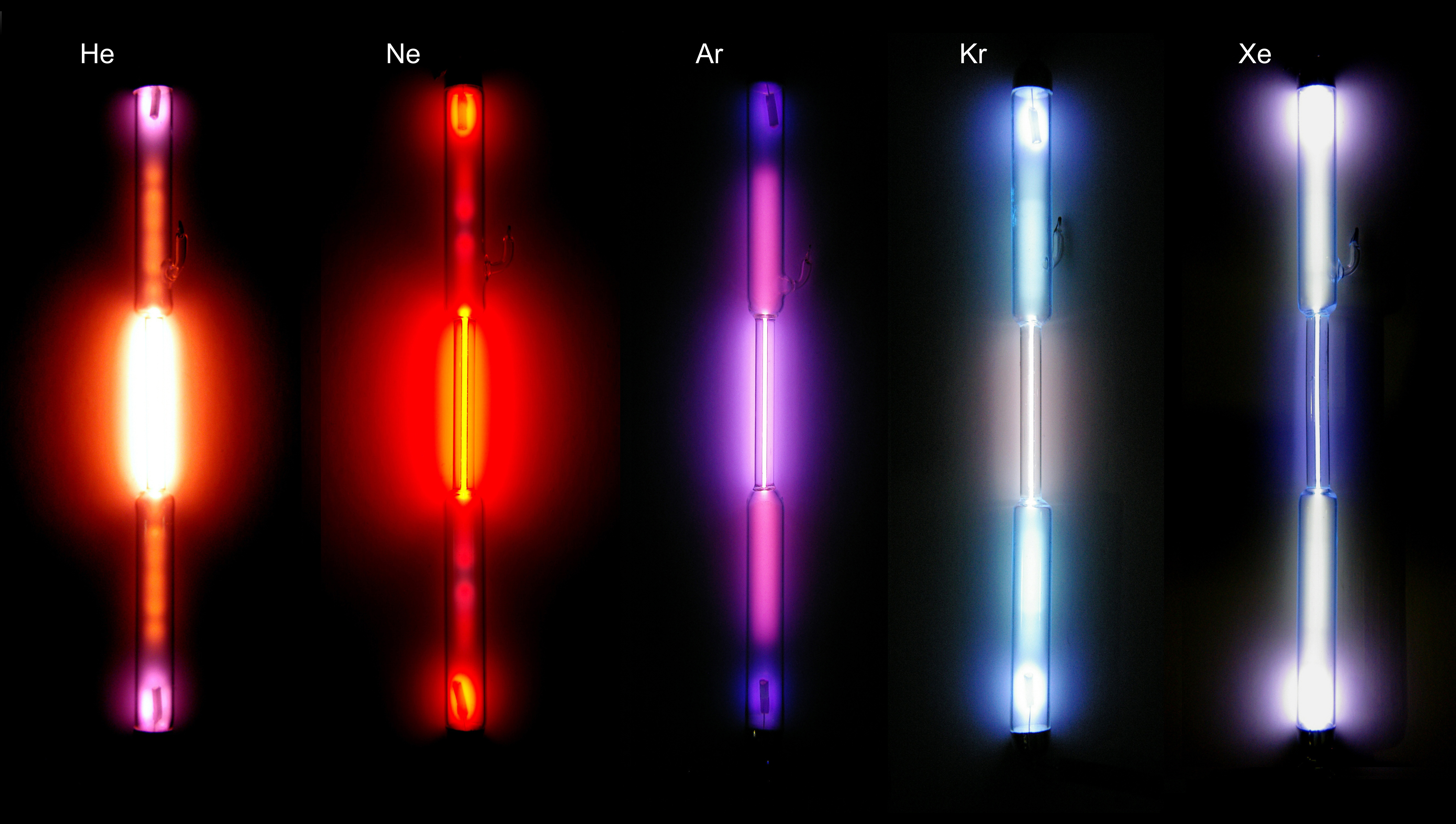
Przykłady wyładowań elektrycznych w gazach szlachetnych

Lampa wyładowcza – lampa, która świeci przez wyładowania elektryczne w gazie, oparach metali lub ich mieszaninie. Najczęściej stosowane gazy w takich lampach to argon i neon, a metalem najczęściej używanym do tej roli jest rtęć. Bańka lampy wyładowczej może być pokryta luminoforem.
Występuje w kształcie rury lub przypominającym żarówkę, może być z gwintem lub bez. Bywają ze standardowymi gwintami (E27, E40). Lampa może wymagać dodatkowych urządzeń zapłonowych, w zależności od jej rodzaju. Prawie wszystkie źródła wyładowcze wymagają urządzenia ograniczającego prąd wyładowania – statecznika (potocznie „balast”). Najczęściej w tym celu stosuje się dławiki magnetyczne. Coraz powszechniej są one jednak zastępowane przez elektroniczne układy zasilające o lepszych parametrach. Urządzenia stabilizujące i zapłonowe najczęściej montowane są w oprawie.

## Lampy wyładowcze
- lampa fluorescencyjna
- lampa metalohalogenkowa
- lampa neonowa
- lampa rtęciowa
- lampa sodowa
- lampa deuterowa
- lampa ksenonowa
- neon (reklama)